# Peter H. Kostmayer
Peter Houston Kostmayer (ur. 27 września 1946 w Nowym Jorku) – amerykański polityk, członek Partii Demokratycznej, kongresmen.

## Życiorys
W okresie od 3 stycznia 1977 do 3 stycznia 1981 przez dwie kadencje i ponownie od 3 stycznia 1983 do 3 stycznia 1993 przez pięć kadencji był przedstawicielem ósmego okręgu wyborczego w stanie Pensylwania w Izbie Reprezentantów Stanów Zjednoczonych.